# Чеснок, Валерий Фёдорович
Валерий Фёдорович Чеснок (фамилия при рождении Фишман; 22 марта 1942, Чита — 2 мая 2023, Ростов-на-Дону) — советский и российский учёный-историк, директор археологического музея-заповедника «Танаис» (1972—2002), популяризатор донской истории.

## Биография
Родился 22 марта 1942 года в Чите в семье Фишмана Гирша Бенциановича (родился в 1917 году в Слуцке), окончившего в 1941 году Московский историко-архивный институт НКВД СССР, погибшего в 1944 году в Белорусской ССР. Позже Валерий взял фамилию своего отчима.
Юные годы прошли на Украине — в Каменец-Подольске и на Кубани — в станице Тимашевской. По окончании школы поступал в Таганрогский радиотехнический институт, не прошёл. Перепробовал много рабочих профессий, служил в Советской армии в стройбате.
Окончил исторический факультет Ростовского государственного университета. В течение тридцати лет (с 1972 по 2002 год) возглавлял Археологический музей-заповедник «Танаис». Затем — старший научный сотрудник музея.
Валерию Фёдоровичу принадлежит идея пушкинского праздника в Танаисе. Также ещё в 1980 году он высказал идею туристской программы «Серебряная подкова Дона» и предложил её первую концепцию. На средства гранта Фонда Потанина создал в заповеднике «Музей детства», который включает в себя несколько исторических практикумов по древним ремеслам и познавательно-игровые занятия. С этим проектом он неоднократно был участником крупнейшего международного фестиваля «Интермузей» в Москве и «Фестиваля науки Юга России» в Ростове-на-Дону.
В 2002 году был избран председателем попечительского совета Регионального общественного фонда содействия социально-экономическому развитию «Танаис».
Автор почти двух десятков книг по истории Донского края, в их числе: «Амазонки — женщины из легенды», сборник рассказов «Археологический декамерон», рассказы «Педагогика простых вещей», рассказ «Хутор», сказки «Праздник Горшка» и «Истории о глиняном горшке».
Скончался 2 мая 2023 года на 82-м году жизни. Похоронен 3 мая в хуторе Недвиговка Мясниковского района Ростовской области.